# NAVA
A NAVA (Nemzeti Audiovizuális Archívum) egy audiovizuális tartalmakat gyűjtő magyar nemzeti műsorszolgáltatói kötelespéldány-archívum.
Digitálisan rögzíti, feldolgozza és online hozzáférhetővé teszi a közszolgálati csatornák, valamint a legnagyobb lefedettségű kereskedelmi televíziók és rádiók magyar gyártású és magyar vonatkozású műsorait. Továbbá befogad helyi audiovizuális tartalmakat is a kulturális örökség részeként.
Az archívum 2006. január 1. óta létezik. A NAVA-t  korábban a Neumann János Digitális Könyvtár és Multimédia Központ Közhasznú Társaság üzemeltette, jelenleg pedig az MTVA.
A NAVA archívum adatbázisa szabadon kereshető, és a benne található műsorok az úgynevezett NAVA-pontokon hozzáférhetőek. Az oktatási intézményekben lévő NAVA-pontok az adott intézmény diákjai, tanárai, hallgatói és kutatói számára állnak rendelkezésre, míg a nyilvános könyvtárak, múzeumok NAVA-pontjai bárki számára elérhetőek. A szolgáltatások igénybevétele ingyenes.
A Nemzeti Audiovizuális Archívum tagja a Televíziós Archívumok Nemzetközi Szövetségének (FIAT/IFTA), valamint a Nemzetközi Hang- és Audiovizuális Archívumok Szövetségének (IASA).